# Дудченко Роман Володимирович
Рома́н Володи́мирович Ду́дченко — український військовослужбовець, полковник Збройних сил України, учасник російсько-української війни. Повний лицар ордена Богдана Хмельницького.

## Життєпис
Дитинство та юність минули в місті Сумах.
Закінчив Сумське вище артилерійське командне училище. Служив у 26-й артилерійській дивізії (м. Тернопіль), 361-й протитанковій артилерійській бригаді (командир взводу батареї протитанкових керованих ракет та батереї; м. Кам'янка-Бузька), 11-й окремій артилерійській бригаді (м. Тернопіль), командиром 142-го окремого артилерійського дивізіону (2014—2017), заступником командира військової частини (2017—2020), від 2020 — командир 44-ї окремої артилерійської бригади.
Брав участь у бойових діях у ході російсько-української війни на території Донецької та Луганської областей.

## Нагороди
- орден Богдана Хмельницького I ступеня (2 жовтня 2023) — за особисту мужність, виявлену у захисті державного суверенітету та територіальної цілісності України, самовіддане виконання військового обов'язку[2];
- орден Богдана Хмельницького II ступеня (26 березня 2022) — за особисту мужність і самовіддані дії, виявлені у захисті державного суверенітету та територіальної цілісності України, вірність військовій присязі[3].
- орден Богдана Хмельницького III ступеня (21 серпня 2020) — за вагомий особистий внесок у зміцнення обороноздатності Української держави, мужність, виявлену під час бойових дій, зразкове виконання службових обов'язків та високий професіоналізм[4].